# How to Sell Drugs Online (Fast)
How to Sell Drugs Online (Fast) är en coming of age-dramakomediserie skapad av Philipp Käßbohrer och Matthias Murmann. Den första säsongen, bestående av sex avsnitt, släpptes den 31 maj 2019 på Netflix.

## Synopsis
How to Sell Drugs Online (Fast) utspelar sig i den fiktiva staden Rinseln i Tyskland och berättas utifrån gymnasieeleven Moritz Zimmermanns perspektiv. Serien följer Moritz och hans vän Lenny Sander som försöker återuppliva Moritz förhållande med ex-flickvännen Lisa Novak genom att sälja ecstasy online. Det börjar som ett småskaligt projekt men det expanderar snabbt utom kontroll vilket medför att Moritz och Lenny behöver hantera konsekvenserna av storskalig narkotikaförsäljning.
Serien är inspirerad av en verklig händelse som utspelade sig i Leipzig 2015.

## Rollista (i urval)
- Maximilian Mundt - Moritz Zimmermann
- Lena Klenke - Lisa Novak
- Danilo Kamperidis - Lenny Sander
- Damian Hardung - Dan Riffert
- Luna Schaller - Gerda
- Leonie Wesselow - Fritzi
- Bjarne Mädel - Buba
- Jonathan Frakes - Sig själv